# Назаренко Іван Дмитрович
Іван Дмитрович Назаренко (16 серпня 1908, Бірки — 9 червня 1985, Київ) — український радянський історик, філософ, доктор філософських наук (з 1962 року), професор (з 1964 року), громадсько-політичний та державний діяч.

## Біографія
Народився 16 серпня 1908 року в селі Бірках (нині Великобагачанського району Полтавської області) у бідній селянській родині. Закінчив чотирикласну школу у селі Бірках, семирічну школу в селі Білоцерківці, навчався у сільськогосподарській профшколі в Красногорівці. З 1922 року працював у господарстві батьків.
У 1922 році став членом комсомолу. Працював у райкомі комсомолу, був головою комітету незаможних селян. У 1925–1930 роках був на комсомольській роботі в Полтавській окрузі та в ЦК ЛКСМУ.
Член ВКП(б) з 1929 року. У 1930–1935 роках навчався у Харківському електротехнічному інституті, який закінчив у 1935 році, одночасно, у 1933–1935 роках, навчався в аспірантурі на філософському відділенні Інституту червоної професури. 1936–1941 роках — викладач, завідувач кафедри діалектичного та історичного матеріалізму й кафедри основ марксизму-ленінізму в харківських вузах (стоматологічному, 2-му медичному, електротехнічному інститутах). У 1941 році виконував обов'язки секретаря парткому Харківського електротехнічного інституту.
Брав участь у німецько-радянській війні. У 1941 році — комісар дивізії народного ополчення у Харкові. У 1942 році — партійний організатор ЦК ВКП(б) заводу в Тюмені Омської області. У 1942–1943 роках — головний редактор Політичного видавництва при ЦК КП(б)У (в місті Саратові, а потім у Москві). У 1943–1944 роках — завідувач відділу пропаганди та агітації Харківського обласного комітету КП(б)У.
У січні 1944 – травні 1945 року — секретар Харківського обласного комітету КП(б)У з пропаганди та агітації.
З травня по вересень 1945 року — заступник завідувача відділу пропаганди та агітації ЦК КП(б)У.
З липня (затв. у вересні) 1945 по 1946 рік — 1-й заступник начальника Управління пропаганди і агітації ЦК КП(б)У — завідувач відділу пропаганди Управління пропаганди і агітації ЦК КП(б)У. Одночасно з жовтня 1945 (затверджений в січні 1946) по жовтень 1946 року — відповідальний редактор журналу ЦК КП(б)У «Пропагандист і агітатор». З листопада 1946 року — відповідальний редактор журналу ЦК КП(б)У «Більшовик України».
З 10 липня 1946 по 28 травня 1948 року — секретар ЦК КП(б)У з пропаганди та агітації та начальник Управління пропаганди і агітації ЦК КП(б)У.
У грудні 1947–1948 роках навчався в Академії суспільних наук при ЦК ВКП(б), захистив кандидатську дисертацію з філософії.
З 28 січня 1949 по 26 червня 1956 року — секретар ЦК КП(б)У. Одночасно, з 1 жовтня 1949 року по квітень 1950 року — завідувач відділу пропаганди і агітації ЦК КП(б)У. 28 січня 1949 по 23 вересня 1952 року — член Організаційного бюро ЦК КП(б)У.
У вересні 1956–1974 роках — директор Інституту історії партії при ЦК КП України — філіалу Інституту марксизму-ленінізму при ЦК КПРС. З 1974 року на пенсії. У 1976–1982 роках — заступник голови правління Українського товариства охорони пам'яток історії та культури. Проживав у Києві.
З 28 січня 1949 по 10 лютого 1976 року був членом ЦК КП(б)У. З 15 квітня 1950 по 26 червня 1956 року — член Політичного бюро, бюро Президії ЦК КП(б)У. Обирався депутатом Верховної Ради СРСР 4-х скликань, Верховної Ради УРСР з 2-го по 8-ме скликання (1947–1975 роки).

Могила Івана Назаренка

Помер в Києві 9 червня 1985 року. Похований на Байковому кладовищі (ділянка № 50).

## Відзнаки
Лауреат Ленінської премії (за 1964 рік). Нагороджений орденом Леніна, двома орденами Трудового Червоного Прапора 28 серпня 1944 року — «за досягнення в справі відновлення народного господарства міста Харкова та Харківської області, зруйнованого німецькими загарбниками»; 1958), орденом «Знак Пошани» (15.08.1978).

## Наукова діяльність
Був членом редколегій багатотомних фундаментальних праць:
- «История Коммунистической партии Советского Союза» (томи 1—4, Москва, 1964—1970);
- «Радянська енциклопедія історії України»;
- «Українська радянська енциклопедія»;
- «Історія міст і сіл Української РСР» в 26-ти томах та інше.

Праці:
- «Общественно-политические, философские и атеистические взгляды Т. Г. Шевченко». М., 1961 (2-ге вид., доповнене — К., 1964);
- «Т. Г. Шевченко — борець проти ідеалізму і релігії». К., 1961;
- «Нариси історії Комуністичної партії України». К., 1964 (у співавторстві); К., 1971 (у співавторстві);
- «Українська РСР в період громадянської війни 1917—1920 рр.», т. 1—3. К., 1967—1970 (у співавторстві);
- «Українська РСР у Великій вітчизняній війні Радянського Союзу (1941—1945)», т. 1—3. К., 1967—1969 (у співавторстві);
- «Під ленінським прапором (В. І. Ленін і революційно-визвольна боротьба трудящих України в трьох російських революціях)». К., 1978.